# Яблучне (зупинний пункт)
Я́блучне — пасажирський залізничний зупинний пункт Сумської дирекції Південної залізниці на лінії Кириківка — Люботин між станціями Кириківка (10 км) та блокпостом Спицин (1 км). Розташований у селі Яблучне Охтирського району Сумської області.

## Пасажирське сполучення
На платформі Яблучне зупиняються приміські поїзди Сумського та Люботинського напрямків.